# Баршен
Баршен (фр. Barchain) насеље је и општина у североисточној Француској у региону Лорена, у департману Мозел која припада префектури Сарбур.
По подацима из 2011. године у општини је живело 111 становника, а густина насељености је износила 65,29 становника/km². Општина се простире на површини од 1,7 km². Налази се на средњој надморској висини од 340 метара (максималној 312 m, а минималној 282 m).

## Демографија
| 1962. | 1968. | 1975. | 1982. | 1990. | 1999. | 2011. |
| ----- | ----- | ----- | ----- | ----- | ----- | ----- |
| 94    | 95    | 99    | 109   | 101   | 99    | 111   |

График промене броја становника у току последњих година